# Shorta
Pour plus de détails, voir Fiche technique et Distribution.
Shorta : La Loi de la cité (Shorta) est un film danois réalisé par Anders Ølholm et Frederik Louis Hviid, sorti en 2020.

## Fiche technique
- Titre : Shorta
- Titre original : Shorta
- Réalisation : Anders Ølholm et Frederik Louis Hviid
- Scénario : Anders Ølholm et Frederik Louis Hviid
- Musique : Martin Dirkov
- Photographie : Jacob Møller
- Montage : Anders Albjerg Kristiansen
- Production : Signe Leick Jensen et Morten Kaufmann
- Société de production :Toolbox Film
- Pays :  Danemark
- Genre : Film policier, Film d'action et Drame
- Durée : 108 minutes
- Dates de sortie : 
  - Italie : 5 septembre 2020 (Mostra de Venise 2020) - Semaine internationale de la critique
  - Suisse : 26 septembre 2020 (Festival du film de Zurich)
  - Danemark : 8 octobre 2020
  - France : 23 juin 2021

## Distribution
- Jacob Lohmann (VF : Olivier Peissel) : Mike Andersen
- Simon Sears (VF : Olivier Valiente) : Jens Høyer
- Tarek Zayat (VF : Axel Pech) : Amos Al-Shami
- Dulfi Al-Jabouri : Sami
- Issa Khattab (VF : Philippe Marchal) : Iza
- Abdelmalik Dhaflaoui : Danjiel, l'ami d'Iza
- Özlem Saglanmak (VF : Caroline Lemaire) : Abia
- Lara Aksoy : Amira
- Arian Kashef : Osman

Version française dirigée par Fanny Gatibelza au studio Audioprojects (Barcelone), d'après une adaptation des dialogues de Barbara Liétaer.

## Accueil
Shorta a figuré dans de nombreux festivals dont pour sa première mondiale dans le cadre de la compétition de la Semaine internationale de la critique de la Mostra de Venise. Il a gagné notamment le Prix Cineuropa du Festival de cinéma européen des Arcs 2020.